# 弗朗维莱尔
弗朗维莱尔（法語：Franvillers）是法国皮卡第大区索姆省的一个市镇，属于亚眠区科尔比县。该市镇2009年时的人口为513人。

## 人口
弗朗维莱尔人口变化图示
| 数据来源：INSEE |